# Podençac
Podençac (en francès Podensac) és un municipi francès situat al departament de la Gironda i a la regió de la Nova Aquitània. L'any 2006 tenia 2.646 habitants.
És capital del cantó homònim que abraça les següents comunes:
- Arbanats
- Barçac
- Budòs
- Seron
- Guilhòs
- Ilats
- Landiràs
- Podençac
- Portèths
- Prenhac
- Pujòus de Siron
- Sent Miquèu de Riu Fred
- Viralada

## Demografia
| 1962                                       | 1968  | 1975  | 1982  | 1990  | 1999  | 2006  |
| ------------------------------------------ | ----- | ----- | ----- | ----- | ----- | ----- |
| 1.663                                      | 1.823 | 1.925 | 2.219 | 2.261 | 2.267 | 2.590 |
| Des de 1962: població sense dobles comptes |       |       |       |       |       |       |

## Administració
| Període   | Identitat        | Partit |
| --------- | ---------------- | ------ |
| 1995-2001 | Guillaume Sauboy | RPR    |
| 2001-     | Bernard Mateille | PS     |

## Història
Establiment gal·loromà propietat d'una família, els Potentius, el Potenticum era el domini que els pertanyia. A l'edat mitjana fou una senyoria, que va sorgir al segle xiii i va ser possessió dels Escoursans, després la va adquirir Arquimbald de Grailly, i després va passar a Joan d'Anglade, del partit anglès, que en fou expropiat el 1453. Devia passar als Laminssans a qui Pere d'Aulede va comprar el 1523 la meitat de la senyoria (era senyora Margarida, filla de Bernat). Margarida (morta el 1534) va aportar l'altra meitat al seu marit Guillem de Baylenxs.